# Distretto di San Francisco de Daguas
Il distretto di San Francisco de Daguas è un distretto del Perù nella provincia di Chachapoyas (regione di Amazonas) con 302 abitanti al censimento 2007 dei quali 228 urbani e 74 rurali.
È stato istituito il 14 maggio 1952.